# Kennedy Piece

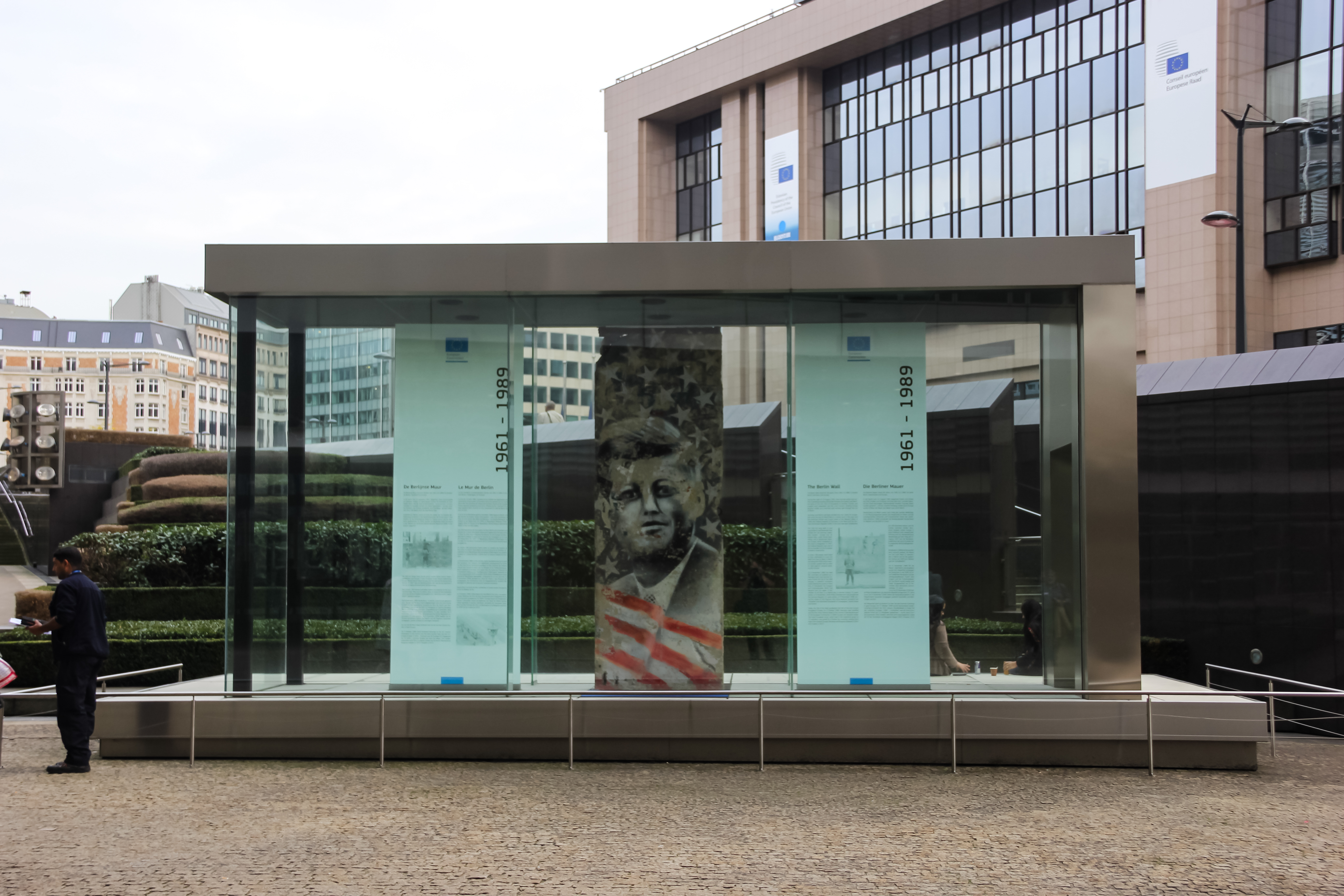
Kennedy Piece

Kennedy Piece is een monument in Brussel, bestaande uit een stuk van de Berlijnse Muur waarop de Amerikaanse president John F. Kennedy afgebeeld staat. Het monument bevindt zich naast het hoofdkwartier van de Europese Commissie, op de esplanade van het Berlaymontgebouw. Het stukje uit de Berlijnse Muur werd naar het hoofdkwartier van de Europese Commissie gebracht om de Europese bevolking eraan te herinneren dat het Europese continent vreedzaam, welvarend en verenigd is.
Het stuk wordt beschermd door een glazen vitrine zodat het monument niet beschadigd raakt door weer en wind. 

## Geschiedenis
De Berlijnse Muur, in de vorm van tien uitgesneden stukken, maakte in 2009 de oversteek naar Brussel. Verschillende muurdelen werden tentoongesteld op het Luxemburgplein in Brussel. De Europese Commissie werd in 2012 eigenaar van het stuk ‘Kennedy Piece’. Vooraleer het ingehuldigd kon worden, moest men het stuk renoveren om de resten graffiti te verwijderen. In 2015 was het restauratiewerk klaar en kon Kennedy Piece ingehuldigd worden op de esplanade van het Berlaymontgebouw te Brussel.  Een tweede stuk is sinds 2009 te bezichtigen in het Leopoldpark en het derde stuk is te bewonderen bij de bezoekersingang van het Europees Parlement.
Kennedy Piece werd ingehuldigd op maandag 9 november 2015 door de Duitse minister van Financiën Wolfgang Schäuble, de commissievoorzitter Jean-Claude Juncker en vicevoorzitter Kristalina Georgieva. Het werd ingehuldigd naar aanleiding van de 25ste verjaardag van de Duitse hereniging en de val van de Berlijnse muur, die plaatsvond op 9 november 1989. 